# Vézère
Vézère este un râu în partea de centru a Franței. Este un afluent al râului Dordogne. Izvorăște din departamentul Corrèze lângă localitatea Meymac, în Masivul Central. Are o lungime de 211 km, un debit mediu de 59 m³/s și un bazin colector de 3.736 km². Se varsă în râul Dordogne la Limeuil. 

## Patrimoniu mondial UNESCO
Grotele decorate din valea râului Vézère au fost înscrise în anul 1979 pe lista patrimoniului cultural mondial UNESCO.